# El Cajon
El Cajon (/ɛlkəˈhoʊn/) è una città della Contea di San Diego, California. La popolazione era di 99 478 abitanti secondo il censimento del 2010 e ne contava 100116 nel 2011. Nascosta in una valle e circondata da montagne, la città ha assunto il soprannome "The Big Box" (Lo scatolone). In modo analogo il suo nome origina dall'espressione spagnola "el cajón", che significa per l'appunto "lo scatolone" o "il cassetto".